# Australopithecus deyiremeda
Australopithecus deyiremeda là một loài thuộc tông Người thời kỳ đầu đã sinh sống khoảng 3,3-3,5 tiệu năm trước đây ở miền bắc Ethiopia, cùng khoảng thời gian và địa điểm với một số mẫu vật được phát hiện của Australopithecus afarensis, bao gồm cả Lucy nổi tiếng.
Các nhà nghiên cứu tin rằng A. deyiremeda là một loài mới. Nếu đúng như vậy, một số hóa thạch được xác định là A. afarensis có thể thực sự thuộc về A. deyiremeda. Một số nhà nhân chủng học đã đề nghị xác minh sự tồn tại A. deyiremeda như một loài mới cần nhiều bằng chứng hơn những dữ liệu đã sẵn hiện nay.

## Phát hiện
Ngày 4 tháng 3 năm 2011, các hóa thạch của ba xương hàm được tìm thấy trong khu vực nghiên cứu dự án cổ sinh Woranso-Mille nằm trong vùng Afar của Ethiopia, khoảng 325 dặm (523 km) về phía đông bắc của thủ đô Addis Ababa và 22 dặm (35 km) về phía bắc của Hadar, Ethiopia (địa điểm "Lucy").